# Peralta (Nuovo Messico)
Peralta è un comune degli Stati Uniti d'America, situato nello stato del Nuovo Messico, nella contea di Valencia.